# Putrescin
Putrescin (von lateinisch putrescere „verfaulen, eitern“) ist die biochemische Bezeichnung für Butan-1,4-diamin, ein Diamin des Butans.

## Vorkommen
Putrescin ist ein aus Ornithin durch Decarboxylierung mit Hilfe der Ornithindecarboxylase entstehendes biogenes Amin. Putrescin ist in allen lebenden Zellen enthalten und ist der Vorläufer bei der Biosynthese von Spermidin.

## Verwendung
1,4-Diaminobutan ist eine Ausgangskomponente für die chemische Synthese von makromolekularen Stoffen, Arzneistoffen und Pflanzenschutzmittel.

## Weiterführende Literatur
- Alveena Zulfiqar, Beenish J. Azhar, Samina N. Shakeel, William Thives Santos, Theresa D. Barry, Dana Ozimek, Kim DeLong, Ruthie Angelovici, Kathleen M. Greenham, Craig A. Schenck, G. Eric Schaller: Molecular basis for thermogenesis and volatile production in the titan arum. In: PNAS Nexus, 4. November 2024, pgae492, doi:10.1093/pnasnexus/pgae492 (englisch). Dazu:
  - Geheimnis um Gestank der „Leichenblume“ gelüftet: Aminosäure-Derivate sorgen für Aasgeruch der Titanenwurzblüte. Aif: scinexx.de vom 13. November 2024.